# John M. Kelly
John Maurice Kelly (* 31. August 1931; † 24. Januar 1991) war ein irischer Universitätsprofessor, Politiker der Fine Gael sowie mehrfach Minister.

## Biografie
Kelly absolvierte ein Studium der Rechtswissenschaften und war anschließend als plädierender Rechtsanwalt (Barrister) tätig. Später wurde er zum Universitätsprofessor berufen.
Seine politische Laufbahn begann als Kandidat der Fine Gael 1969 mit der Wahl zum Mitglied des Senats (Seanad Éireann), in dem er die Gruppe Kultur und Erziehung bis 1973 vertrat. 1973 wurde er dann zum Abgeordneten des Unterhauses (Dáil Éireann) gewählt, dem er bis 1989 angehörte und in dem er Wahlkreise des Dubliner Südens vertrat.
Während der ersten Fine Gael-Regierung seit 1957 wurde er im März 1973 von Premierminister (Taoiseach) Liam Cosgrave zum Parlamentarischen Sekretär in dessen Büro berufen. Daneben war er zeitweise auch Parlamentarischer Sekretär im Verteidigungs- und im Außenministerium. Zuletzt war er von Mai bis Juli 1977 Generalstaatsanwalt (Attorney General) im Kabinett von Lynch.
Premierminister Garret FitzGerald ernannte ihn dann am 30. Juni 1981 zum Außenminister sowie zum Minister für Gewerbe, Handel und Tourismus in dessen Regierung. Nach wenigen Monaten wurde er am 21. Oktober 1981 als Außenminister von James Dooge abgelöst, behielt jedoch das Amt des Ministers für Gewerbe, Handel und Tourismus bis zum Ende von FitzGeralds Amtszeit am 9. März 1982.